# El Raval

Lage von El Raval im Stadtgebiet

El Raval [əɫ rəˈβaɫ] ist ein Stadtteil von Barcelona und gehört zum Verwaltungsbezirk Ciutat Vella (katalanisch für „Altstadt“).
El Raval wurde im 14. Jahrhundert eingemeindet und ist mit 42.900 Einwohnern pro Quadratkilometer einer der am dichtesten besiedelten Stadtteile Barcelonas. Mit seiner engen Bebauung aus Fabriken und einfachen Mietshäusern aus der Zeit der Industriellen Revolution war El Raval lange Zeit ein Armenviertel. Durch umfangreiche Modernisierungen seit Mitte der 1980er Jahre im Zuge der Vorbereitung auf die Olympischen Spiele 1992 ist in vielen Teilen von El Raval eine deutliche Verbesserung der Lebensqualität zu verzeichnen, jedoch bei fortschreitender Gentrifizierung. Wegen seines hohen Migrantenanteils gilt El Raval als multikulturellster Stadtteil – etwa 50 % der Einwohner stammen aus rund 140 verschiedenen Nationen.

## Etymologie
Das katalanische Substantiv raval geht zurück auf hispano-arabisch rabaḍ und bedeutet „Vorort“ oder „Vorstadt“, meist außerhalb der Stadtmauern gelegen. Das Wort existiert in der katalanischen Sprache in der männlichen Form (el raval), aber auch in der weiblichen Form (la raval; balearischer Dialekt: sa raval). Für den Stadtteil Barcelonas wird jedoch stets die männliche Form verwendet. Das Wort wird pauschal im Sinne von „Vorort“ verwendet, aber auch – wie im Falle von Barcelonas El Raval – als Eigenname.

## Begrenzung
Die Grenzen des Stadtteils verlaufen bis heute nahezu vollständig entlang der mittelalterlichen Stadtmauer, die im 19. Jahrhundert abgerissen wurde. Deren Verlauf orientierte sich größtenteils an bereits vorhandenen Pfaden aus der Zeit der Römischen Besatzung und verlief in Höhe der heutigen Straßen Avinguda del Paral·lel, Ronda de Sant Pau, Ronda de Sant Antoni, Carrer de Pelai. Ein kurzes Stück dieser Mauer ist noch erhalten an der Avinguda del Paral·lel in Höhe der Werftanlagen Drassanes Reials. Im Osten wird Raval durch die Rambla begrenzt – auch dort verlief eine Stadtmauer. Außerhalb des mittelalterlichen Befestigungsrings gehört die künstliche Halbinsel Moll de Barcelona zu El Raval, die im äußersten Südosten ins Meer ragt.

## Historische Entwicklung

### Vor der Eingemeindung

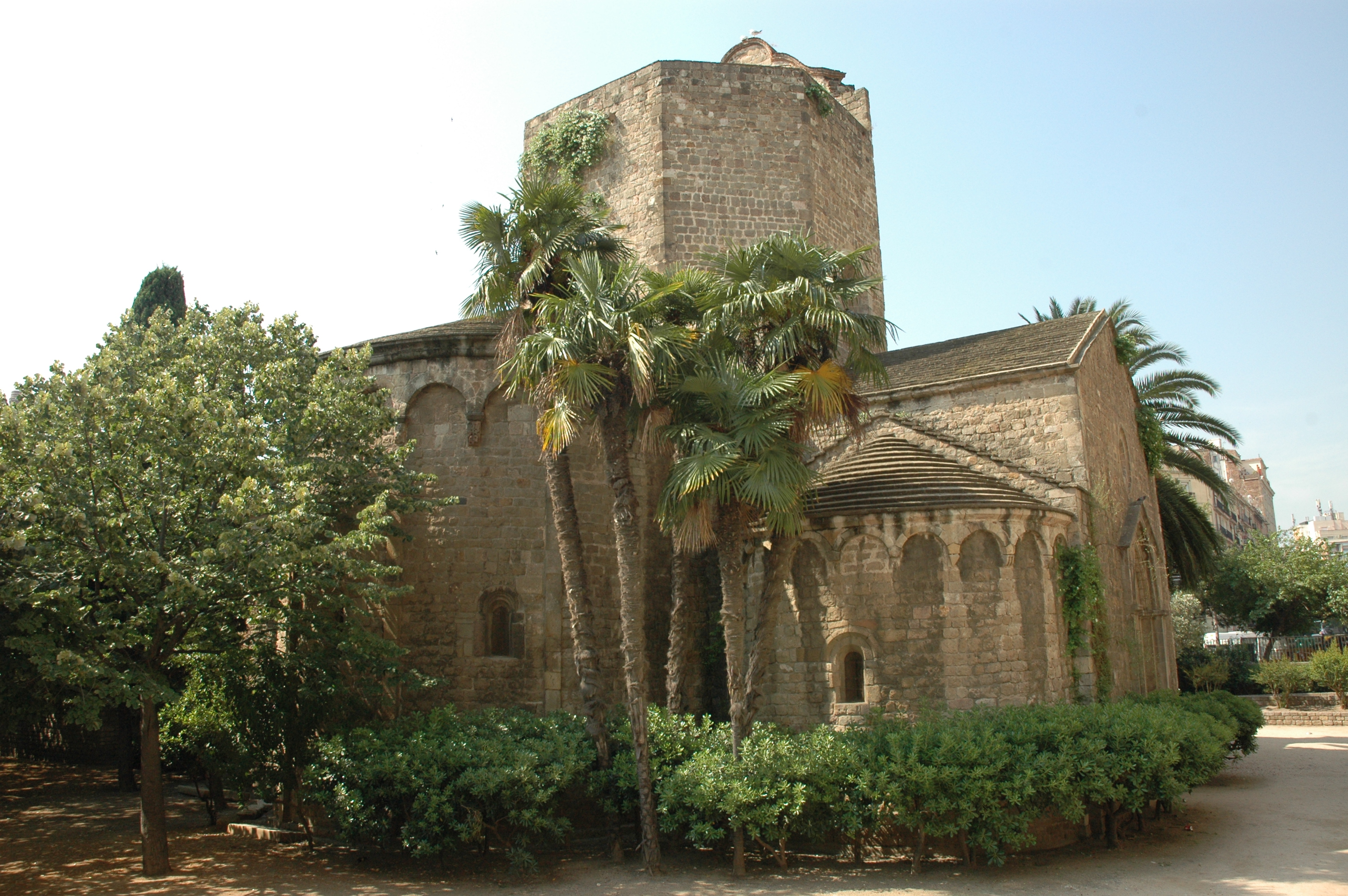
Monestir Sant Pau del Camp

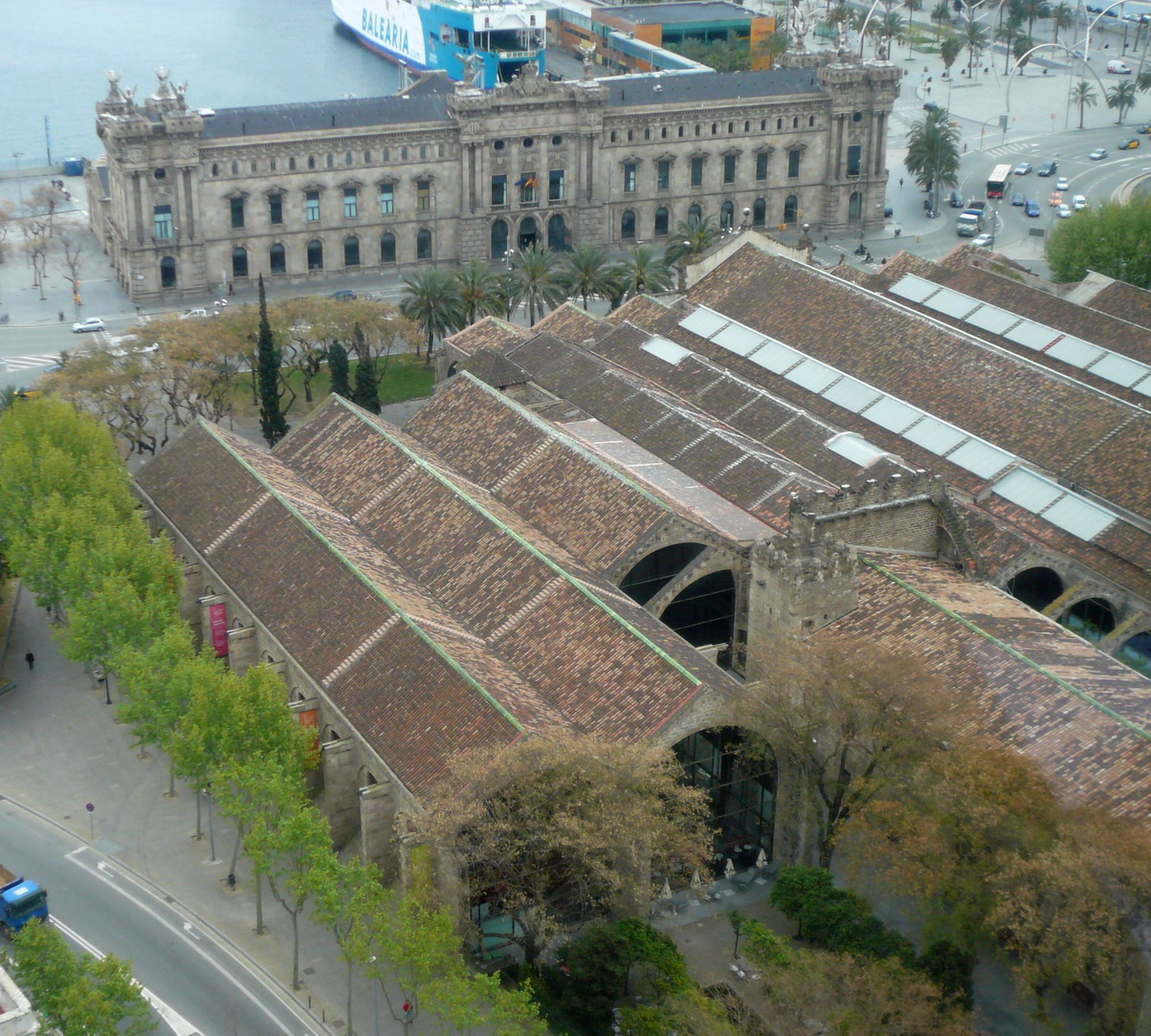
Drassanes Reials

Bis ins Mittelalter war El Raval nahezu unbewohnt und wurde überwiegend landwirtschaftlich genutzt. Drei Straßen aus der Römischen Epoche kreuzten das Gebiet, die Barcelona mit umliegenden Orten verbanden: Eine Straße Richtung Sarrià (in etwa die heutige Carrer dels Tallers), eine Straße Richtung Llobregat (in etwa die heutige Carrer de l'Hospital) und eine Straße Richtung Montjuïc (in etwa die heutige Carrer de Sant Pau).
Vor der Eingemeindung existierten nur wenige relevante Bauwerke:
- Monestir Sant Pau del Camp (katalanisch für „Kloster des Heiligen Paul auf dem Feld“): Erbaut ab 1117; ein Vorgängerbau soll bereits im 10. Jahrhundert existiert haben, dazu ein kleines Dorf, das direkt an das Kloster angegliedert war.
- Drassanes Reials (katalanisch für „königliche Schiffswerften“): Erbaut ab 1280; beherbergen heute das Schiffahrtsmuseum.
- Convent de la Mare de Déu del Carme (katalanisch für „Kloster der Muttergottes von Karmel“): Erbaut ab 1291 vom Orden der Beschuhten Karmeliten, in Brand gesetzt 1835, abgerissen 1874, Standort an der Carrer del Carme/Carrer dels Àngels.
- Priorat de Santa Maria de Natzaret (katalanisch für „Kloster der Heiligen Maria von Nazareth“): Erbaut ab 1311, erhalten ist nur das kleine Eingangstor in der heutigen Passatge de Sant Bernat – als Zugang zur Carrer de la Verge.

### Eingemeindung durch Ausbau der Stadtbefestigung
Im Jahre 1357 forderte der Consell de Cent (eine Art mittelalterliches Stadtparlament) von Peter dem Zeremoniösen (König von Aragon und Graf von Barcelona) die Modernisierung der Stadtbefestigung, um sich gegen feindliche Angriffe besser schützen zu können. Anlass war der 1356 begonnene Krieg Aragons gegen Kastilien. Die bis dato existierende Stadtmauer aus dem 13. Jahrhundert wurde als nicht mehr ausreichend erachtet. Der König genehmigte daraufhin den umfangreichen Ausbau der Verteidigungsanlagen; die Bauarbeiten begannen 1360.

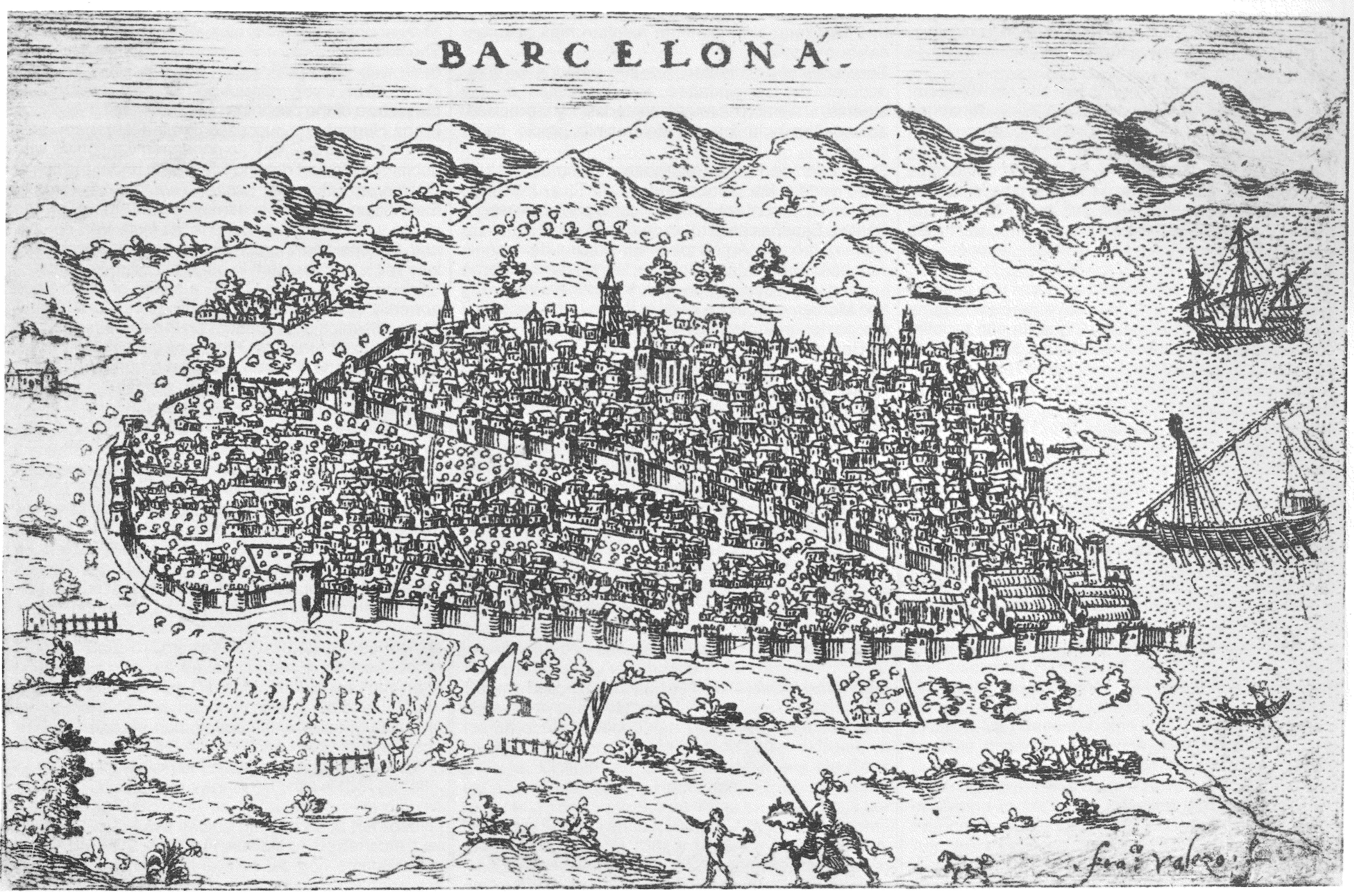
Barcelona 1579: El Raval (bebaute Fläche vorne) ist vom Rest der Stadt durch die Rambla-Mauer getrennt

Das Stadtgebiet Barcelonas beschränkte sich damals auf den relativ kleinen Bereich, der heute als Barri Gòtic bekannt ist. Der Ausbau der Befestigungsanlagen wurde zur Stadterweiterung genutzt: Im Südwesten (weit außerhalb der bisherigen Stadtgrenze an der Rambla) wurde ein zusätzlicher Verteidigungswall erbaut. Die bereits bestehende Südwest-Mauer an der Rambla blieb aber erhalten und wurde modernisiert. Das etwa 110 Hektar große Areal zwischen alter und neuer Südwest-Mauer wurde eingemeindet und unter dem Namen El Raval bekannt. Dadurch vergrößerte sich das Stadtgebiet Barcelonas um etwa 70 Prozent.
Die Eingemeindung erfolgte aus militärstrategischen Gründen: El Raval bestand immer noch größtenteils aus Ackerflächen. Da sich diese nun innerhalb der Stadtmauern befanden, war im Fall einer Belagerung durch feindliche Truppen die Eigenversorgung mit frischen Lebensmitteln weitgehend sichergestellt. Deshalb war geplant, den neuen Stadtteil auch zukünftig überwiegend unbebaut zu lassen und landwirtschaftlich zu nutzen. Außerdem sollten die Krankenhäuser Barcelonas nach El Raval umgesiedelt werden. Bisher befanden sie sich im dichtbesiedelten Stadtkern, wodurch permanente Seuchengefahr herrschte, besonders durch Pest- und Leprakranke.

### „Klosterwelt“
Die ursprüngliche Planung, El Raval weitgehend unbebaut zu lassen, wurde in den folgenden Jahrhunderten besonders in der Nordhälfte des neuen Stadtteils kaum eingehalten: Neben Krankenhäusern entstanden vor allem zahlreiche Klöster und kleine Siedlungen. Besonders im Zuge der Gegenreformation nach dem Konzil von Trient entwickelte sich El Raval ab der zweiten Hälfte des 16. Jahrhunderts zur Tierra de Conventos (spanisch für „Klosterwelt“).
Nur im Süden des Stadtteils gab es noch nennenswerte landwirtschaftliche Nutzflächen. Deren Bedeutung zeigte sich zum Beispiel am Ende des Spanischen Erbfolgekrieges 1713/1714, als Barcelona 14 Monate lang von spanischen und französischen Truppen belagert wurde und auf seine autarke Lebensmittelversorgung dringend angewiesen war.
Die meisten Klöster in Barcelona (und somit auch in El Raval) wurden während der Unruhen vom Juli 1835 (katalanisch: Bullangues) geplündert und in Brand gesetzt. Durch die anschließenden Desarmortisations-Dekrete von 1836 unter dem spanischen Premierminister Juan Álvarez Mendizábal wurden die Kirchengüter enteignet. Die Mönchs- und Nonnengemeinschaften lösten sich auf oder siedelten in Vororte um. Die meisten Kloster-Ruinen wurden abgerissen und die Grundstücke an Privatleute versteigert.
Noch existierende Bauwerke aus der Zeit der „Klosterwelt“ (Auswahl):

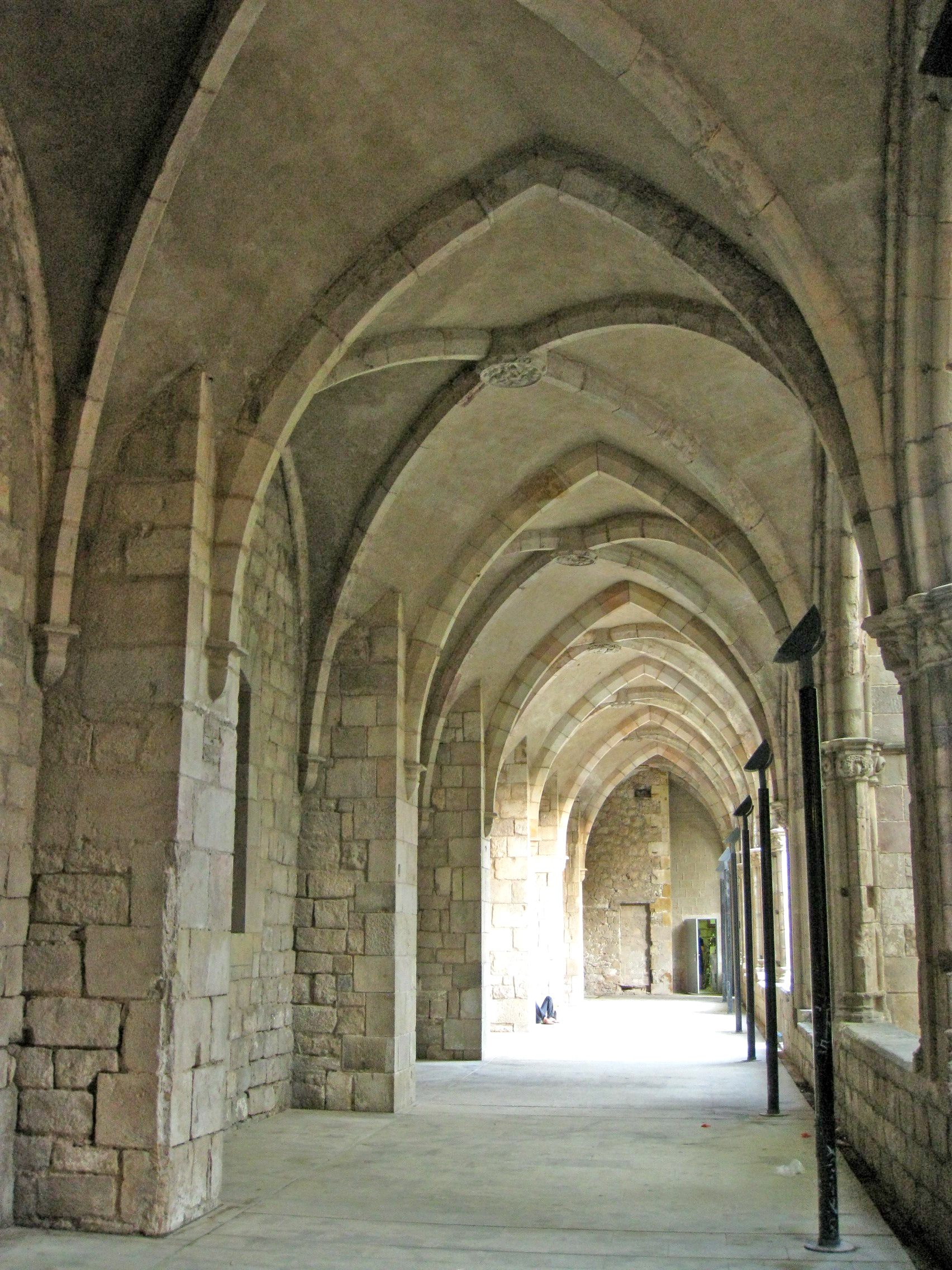
Kreuzgang im ehemaligen Hospital de la Santa Creu

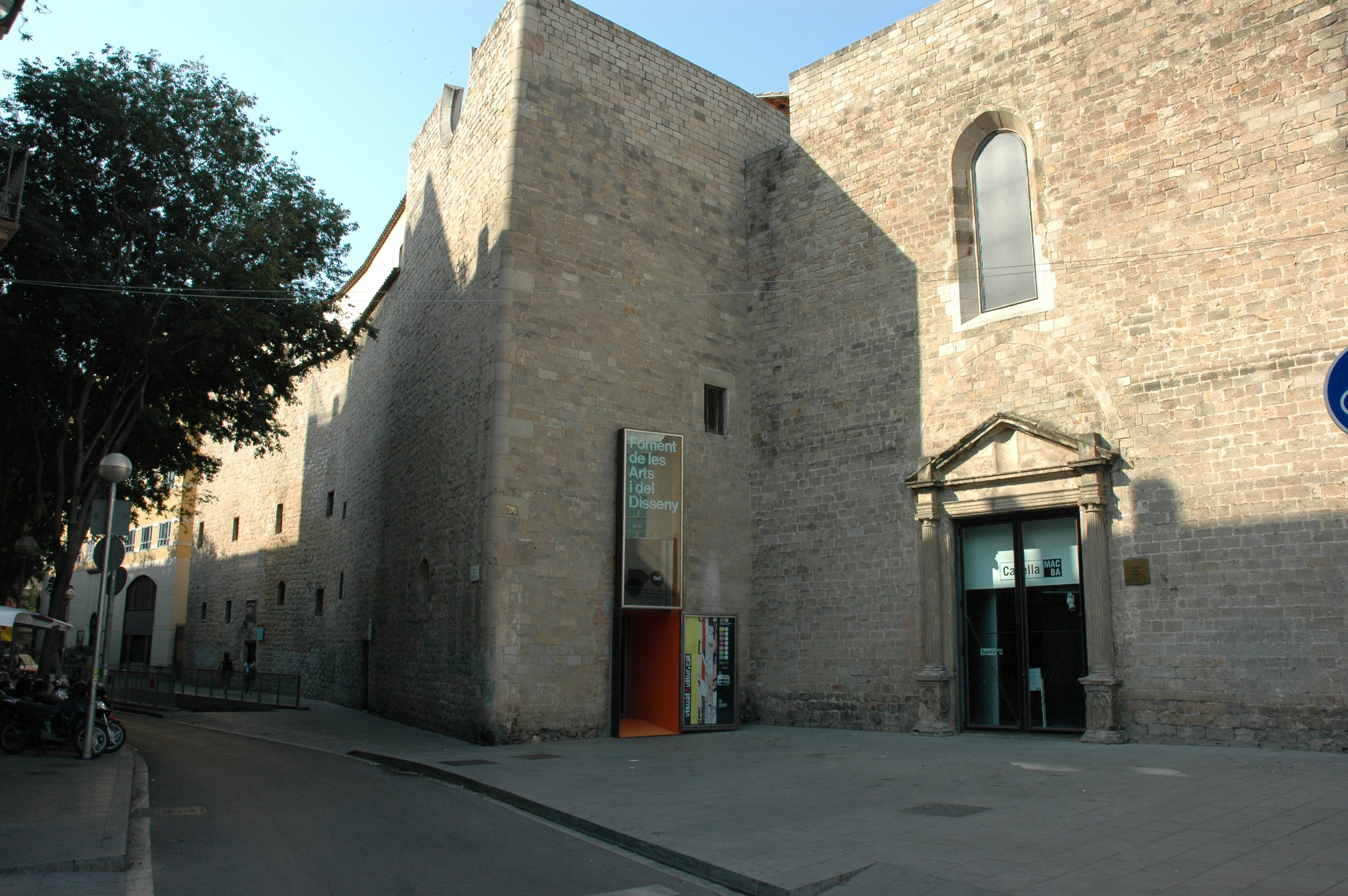
Das ehemalige Convent de la Mare de Déu dels Àngels

- Hospital de la Santa Creu (katalanisch für „Krankenhaus zum Heiligen Kreuz“): Erbaut ab 1401, war mehr als 500 Jahre lang das Zentralkrankenhaus Barcelonas, beherbergt heute u. a. die Nationalbibliothek von Katalonien und das Institut für katalanische Studien.

- Convent de la Mare de Déu dels Àngels (katalanisch für „Kloster der Muttergottes der Engel“): Erbaut 1562 bis 1566 im spätgotischen Stil vom Orden der Dominikaner, beherbergt heute die private Kunst- und Design-Schule Foment de les Arts i del Disseny (FAD), die Klosterkapelle wird vom benachbarten Museum für zeitgenössische Kunst (MACBA) als Ausstellungsfläche genutzt.

- Convent de Santa Mònica (katalanisch für „Kloster der Heiligen Monika“): Erbaut 1636 vom Orden der Augustiner-Barfüßer, beherbergt heute das städtische Kunstzentrum Centre d'Art Santa Mònica.

- Església de la Mare de Déu de Betlem (katalanisch für „Kirche der Muttergottes von Bethlehem“): Erbaut 1680 bis 1732 vom Orden der Jesuiten, galt als schönste Barock-Kirche Barcelonas, barocke Inneneinrichtung jedoch 1936 zerstört, wird auch heute als Kirche genutzt.

Nicht mehr existierende Bauwerke aus der Zeit der Klosterwelt (Auswahl):
- Monestir de Santa Maria de Jerusalem (katalanisch für „Kloster der Heiligen Maria von Jerusalem“): Erbaut ab 1453, abgerissen 1868, Standort auf dem heutigen Plaza de la Gardunya, wenige Ruinenreste waren bis zur Sanierung des Platzes noch erkennbar.

- Convent de Sant Josep (katalanisch für: „Kloster des Heiligen Josef“): Erbaut ab 1586 vom Orden der Karmeliter-Barfüßer (in Barcelona bekannt als Els Josepets – katalanisch für „die Josefiner“), geplündert und angezündet 1835, wenig später abgerissen, seit 1840 steht an gleicher Stelle die Boqueria-Markthalle.

- Col·legi de Sant Vicent i Sant Ramon (katalanisch für „Schule des Heiligen Vinzenz und des Heiligen Raimund“): Genutzt seit 1758 als Ordensschule der Dominikaner, angezündet und geplündert 1835, Standort direkt auf der heutigen Rambla del Raval (zwischen Carrer de Sant Pau und Carrer de Sant Josep Oriol).

### Abriss der Rambla-Stadtmauer

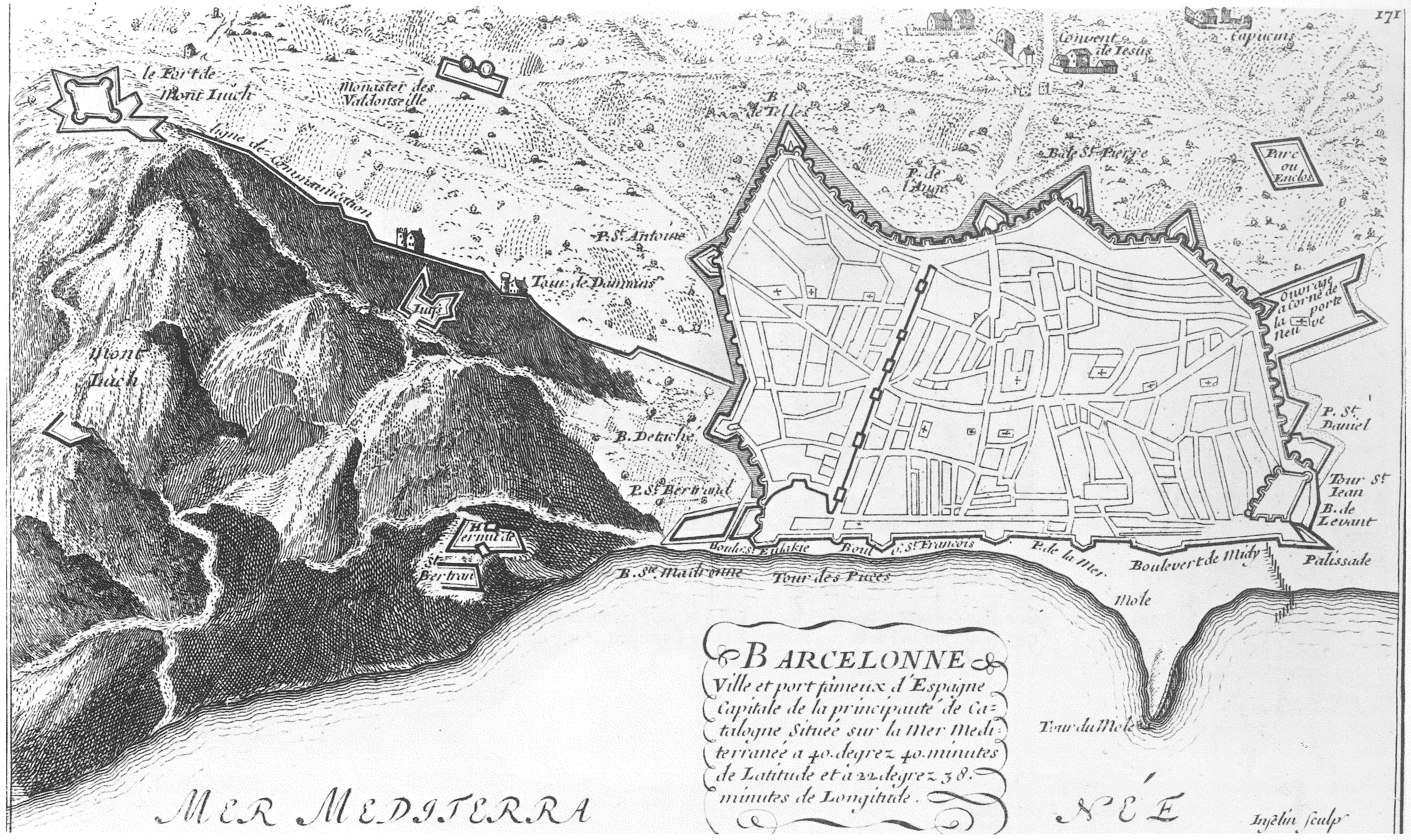
Barcelona um 1695: Noch immer trennt die Rambla-Mauer El Raval vom Rest der Stadt

Die Stadtmauer entlang der Rambla bildete lange Zeit eine militärisch kaum noch notwendige Grenze zwischen El Raval und dem Rest der Stadt. Erst mit dem Abriss dieser Mauer begann die Umgestaltung der Rambla in einen Boulevard und die schrittweise Urbanisierung von El Raval. Der Abriss erfolgte jedoch etappenweise in einem ungewöhnlich langen Zeitraum zwischen 1704 und 1829.

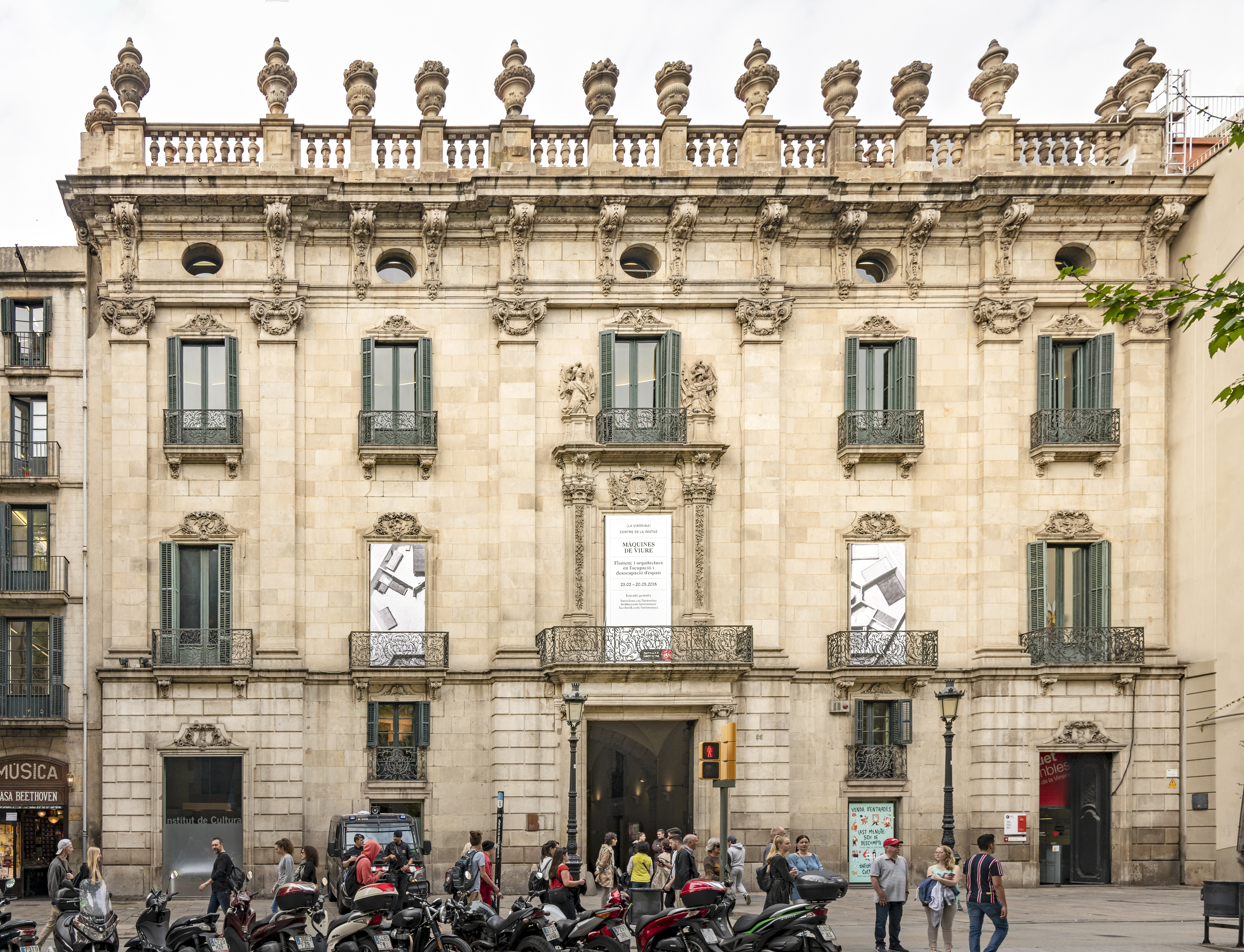
Palau de la Virreina an der Rambla

Die ersten relevanten Profanbauten in El Raval entstanden ab 1704 zuerst nur direkt an der Rambla, zum Beispiel:
- Palau de la Virreina (katalanisch für „Palast der Vizekönigin“): Erbaut 1772–1778; gilt als schönster barocker Profanbau Barcelonas, beherbergt heute u. a. die Ausstellung Els gegants de la Ciutat (katalanisch für „die Stadtgiganten“).

- Caserna de les Drassanes (katalanisch für „Kaserne an den Werften“): Erbaut 1792, zerstört 1935; war fast 150 Jahre lang der zentrale Militärstützpunkt in der Innenstadt.

### Industrielle Revolution

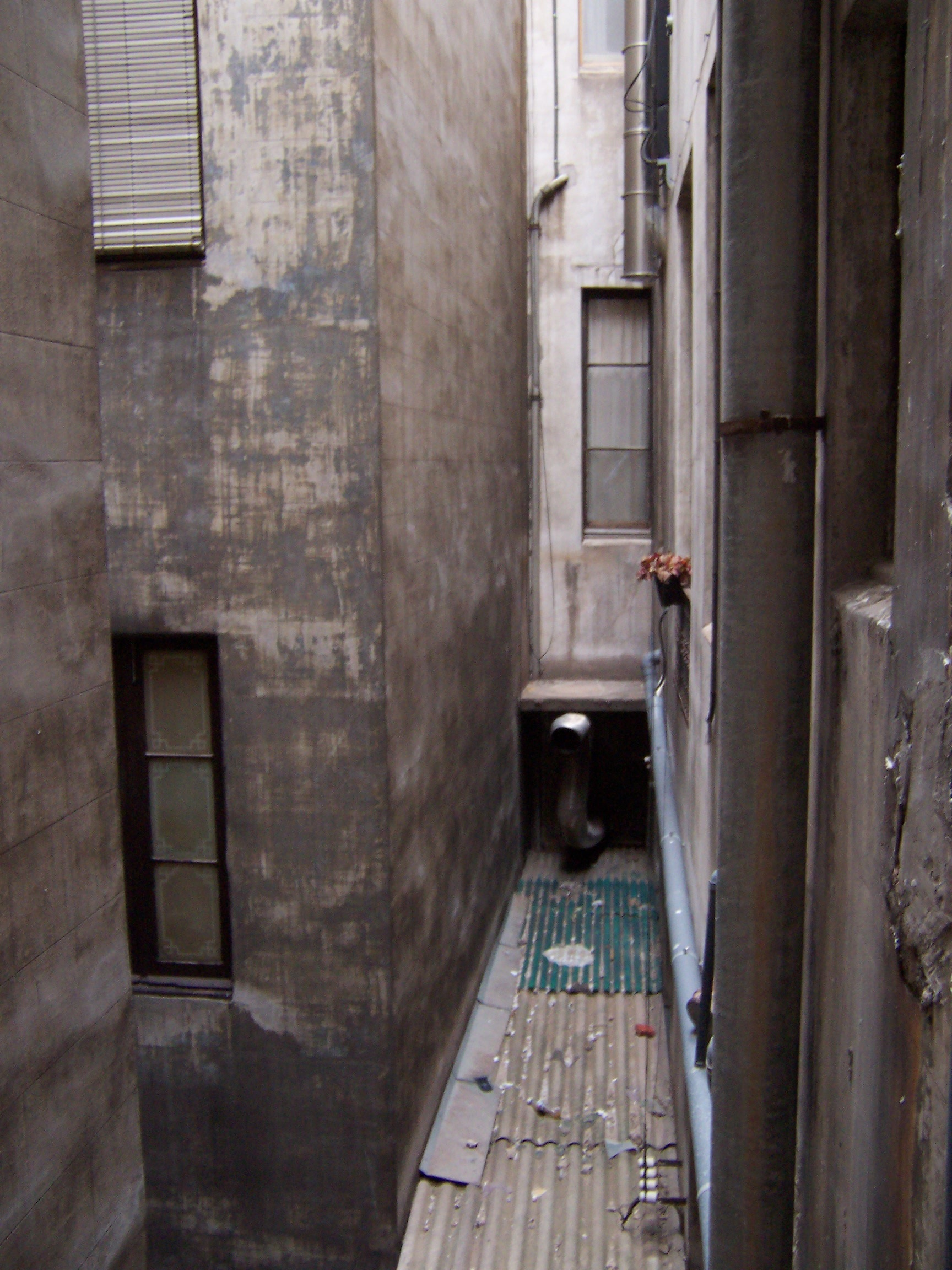
Ausblick aus dem Fenster einer Mietskaserne auf den winzigen Innenhof

Mit der Industriellen Revolution im 19. Jahrhundert und dem damit verbundenen sprunghaften Bevölkerungswachstum Barcelonas setzte in El Raval ein Bauboom ein. Innerhalb weniger Jahrzehnte wurden unzählige Straßen und Gassen angelegt; Manufakturen, Fabriken und Wohnhäuser schossen wie Pilze aus dem Boden – die Bebauungsdichte war bald ebenso groß wie im Barri Gòtic. Allerdings führte dies zu größtenteils menschenunwürdigen Lebensumständen: In den Mietskasernen herrschten Armut, Elend und unhygienische Zustände. Die meisten Wohnungen waren überbelegt und verfügten über kein fließendes Wasser und auch nicht über Elektrizität. Fenster, die nur zu einem winzigen Innenhof/Lichtschacht führten, waren keine Seltenheit. El Raval wurde zum Arme-Leute-Viertel und blieb es teilweise bis heute.

### Barri Xino
Die südwestliche Hälfte von El Raval war auch als Barri Xino oder Barri Xinès bekannt. Eine relevante Zahl chinesischstämmiger Einwanderer gab es dort aber nie. Die Übersetzungen Chinatown und Chinesenviertel beruhen möglicherweise auf einem Missverständnis. In der Umgangssprache hat chino neben Chinese und chinesisch die Bedeutung Mestize.
Die spanische Zeitung ABC bot 1931 folgende Deutung an, die auf einen Journalisten namens Paco de Madrid zurückgehe:

«Y por eso  está bien decirle el barrio chino (...) porque los ladrones llaman  chino a la hojita de navaja guíete que llevan apercibida en una caja   de  cerillas, y usan para cortar el lado izquierdo de las americanas, y  llevarse el corazón de la cartera.»

„Und deshalb heißt das Viertel zu Recht chino, (...) denn Diebe nennen die Rasierklinge, die sie in einer Streichholzschachtel tragen, chino und benutzen sie, um die linke Seite der Jacken aufzuschneiden und den Inhalt aus der Brieftasche zu nehmen.“

Der Begriff wurde von diversen anderen Journalisten und Romanschriftstellern aufgegriffen und etablierte sich dadurch im Volksmund.
Das Barri Xino erstreckt sich von der Carrer de l'Hospital Richtung Hafen bis zur Carrer del Portal de Santa Madrona. Nach der Bebauung El Ravals mit Fabriken und Mietskasernen ab der Mitte des 19. Jahrhunderts hatte sich der Bereich schnell zu einem Amüsier- und Rotlichtviertel entwickelt. Besonders die Amüsierlust der Matrosen aus dem nahegelegenen Hafen konnte hier befriedigt werden. Das Barri Xino war geprägt von zahllosen billigen Spelunken, Nachtklubs, Bordellen und Straßenprostitution. Bereits Anfang des 20. Jahrhunderts gab es deshalb sogar mehrere Spezialgeschäfte für Kondome. Die Avinguda del Paral·lel als südliche Begrenzung des Viertels bot ein etwas gehobeneres Niveau – mit größeren Theatern, Tanzsälen, Kinos und Cabarets. Die Paral·lel wird auch heute noch von Touristenführern gern als „Broadway von Barcelona“ angepriesen.

### Moll de Barcelona

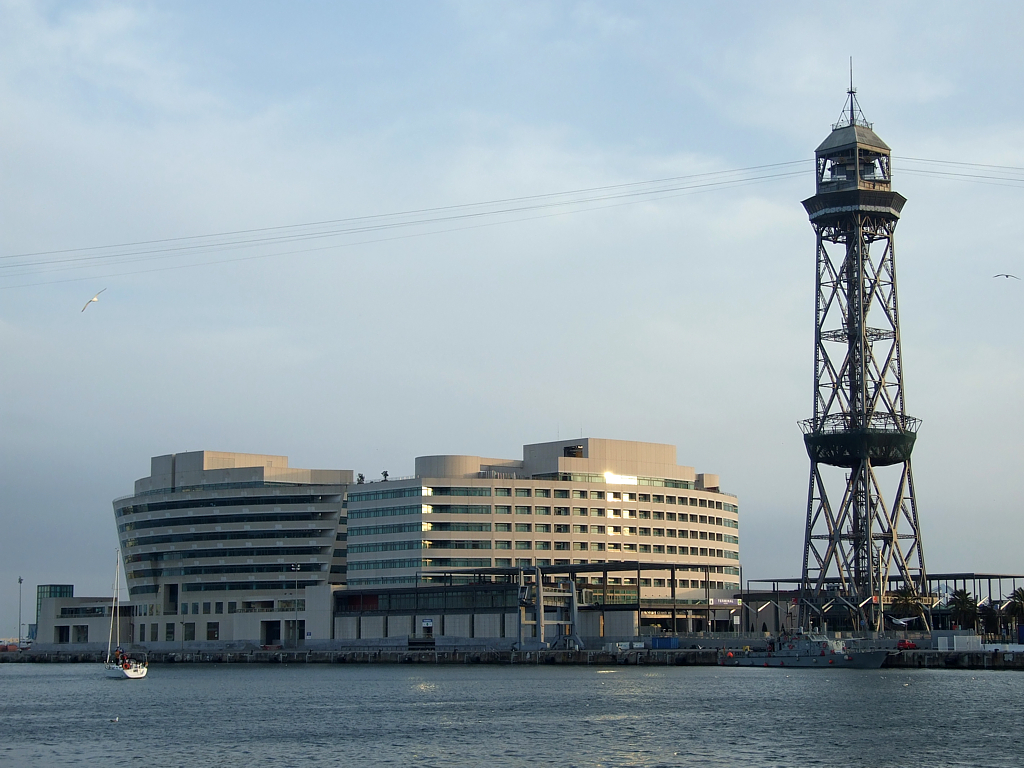
World Trade Center und Torre Jaume I auf der Moll de Barcelona

Die Moll de Barcelona (eine von zahlreichen Hafenmolen) ist der einzige Teil von El Raval, der nicht im mittelalterlichen Befestigungsring lag. Die rechteckige, künstliche Halbinsel wurde von 1877 bis 1886 gebaut und ragt fast 500 Meter weit ins Mittelmeer. An der Spitze der Mole befindet sich das World Trade Center Barcelona (WTCB) – ein modernes Kongresszentrum, in dem auch das 5-Sterne-Hotel Eurostars Grand Marina untergebracht ist. Das WTCB wurde 1999 eröffnet.
Zudem steht auf der Mole der 107 Meter hohe Stahlturm Torre Jaume I als Stütze für die Hafenseilbahn von Barcelona.
Besondere Bedeutung hat die Mole für den Schiffsverkehr: An den beiden großen Terminals links und rechts des World Trade Centers werden die großen Fähren zu den Balearischen Inseln und nach Marokko abgefertigt.

### Modernisierung seit 1985

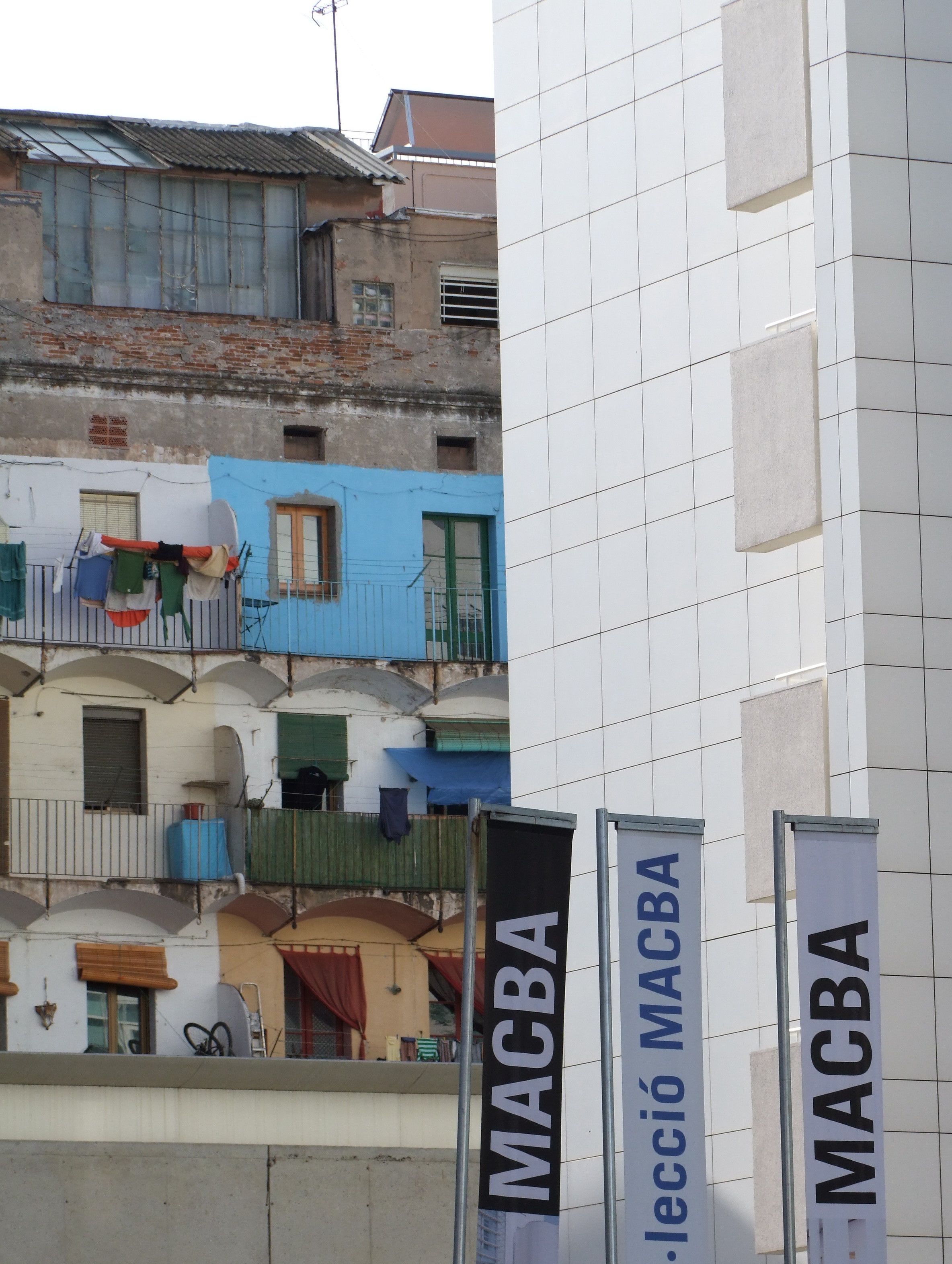
Heruntergekommene Mietskasernen direkt hinter dem postmodernen Museum MACBA

Die ärmlichen und unhygienischen Wohnverhältnisse aus der Zeit der Industriellen Revolution hielten sich bis weit ins 20. Jahrhundert. Noch bis zum Ende der 1960er Jahre hatten beispielsweise 12 Prozent der Gebäude kein fließendes Wasser. Besonders das Barri Xino galt wegen Drogenkriminalität, umherstreifender Junkies, Zuhälterei und offener Straßenprostitution als gewalttätig und gefährlich. Für Touristen waren weite Teile von El Raval bis in die 1980er Jahre eine No-go-Area.
1985 beschloss der Stadtrat, die gesamte Altstadt Barcelonas zur „Zone der Stadterneuerung“ zu erklären. Dies geschah vor allem in Vorbereitung auf die Olympischen Spiele von 1992, bei denen eine saubere und moderne Metropole präsentiert werden sollte. Mehr als 800 Gebäude in der Altstadt wurden saniert, viele auch abgerissen, um Lichtschneisen ins Dickicht der engen Gassen zu schlagen. Außerdem wurde die private Sanierung von Wohnungen subventioniert. Mit verstärkter Polizeipräsenz wurden der offene Drogenhandel und die Straßenprostitution zurückgedrängt.

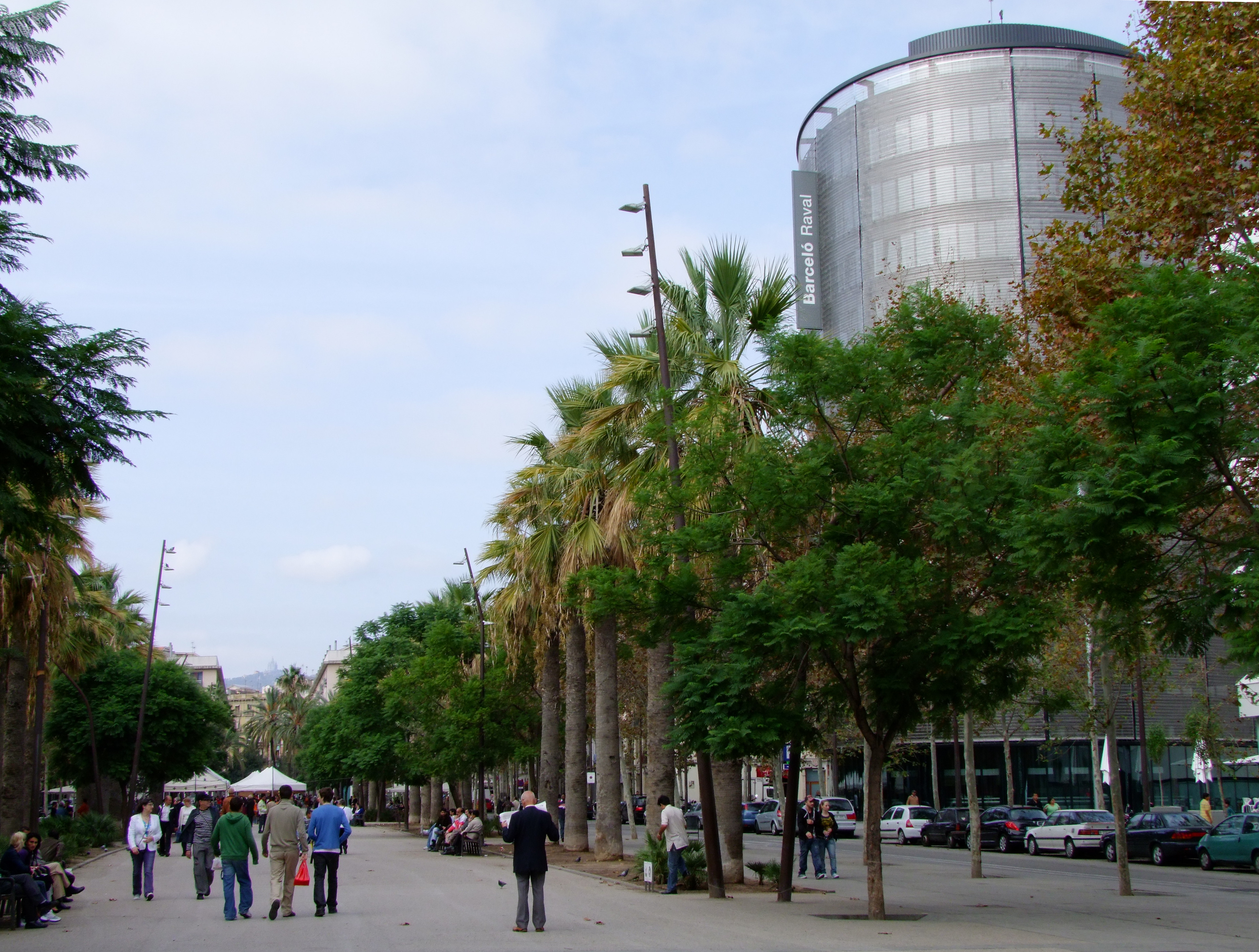
Rambla del Raval mit Hotel Barceló Raval

Auch nach den Olympischen Spielen ging die Modernisierung weiter: 1995 wurde im Norden von El Raval der postmoderne Bau des Museums für zeitgenössische Kunst (MACBA) eingeweiht, die benachbarte Casa de la Caritat wurde saniert und beherbergt heute das Zentrum für zeitgenössische Kultur (CCCB). 2011 wurde mitten im Barri Xino die Filmbibliothek Filmoteca de Catalunya eröffnet. Dort fanden u. a. im Oktober 2014 die deutschen Filmtage des Goethe-Instituts Barcelona statt.
Die optisch einschneidendste Veränderung war der Bau der Rambla del Raval in den Jahren 1999/2000: Mehr als Hundert Gebäude wurden abgerissen, um eine 300 Meter lange und fast 50 Meter breite, palmenbewachsene Flaniermeile in der Mitte von El Raval zu schaffen.

## Aktuelle Situation

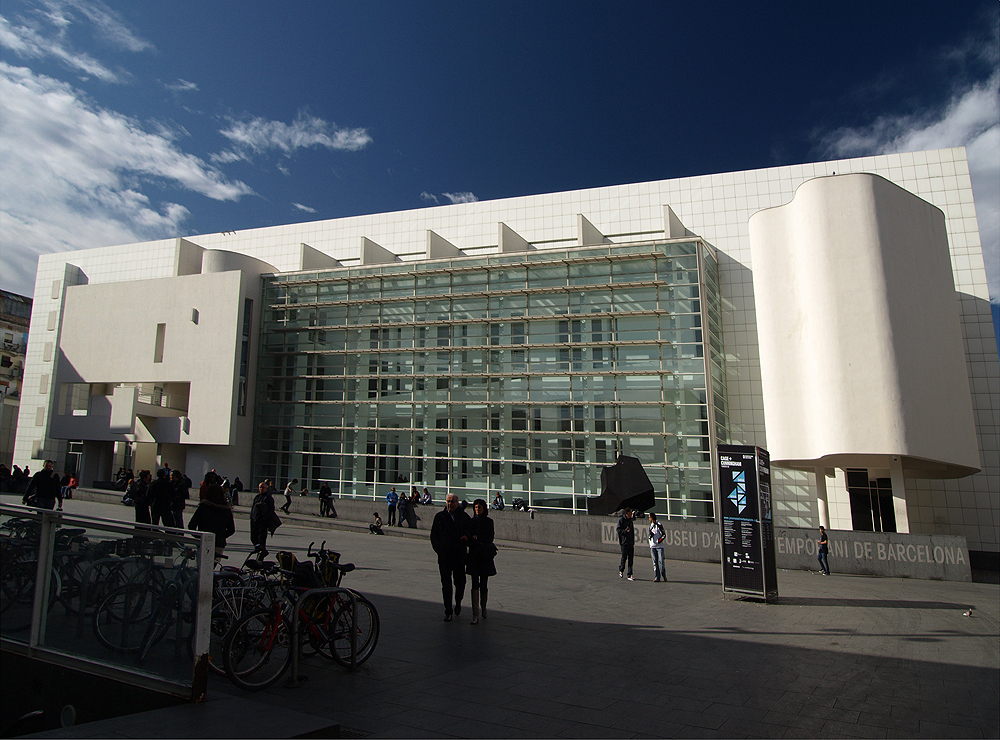
MACBA

Durch die Modernisierung der Bausubstanz und die Etablierung zahlreicher Kunst- und Kulturinstitutionen hat sich El Raval in den letzten Jahren zumindest teilweise zum Studenten- und Szeneviertel gewandelt. Der Palau Güell und die Boqueria-Markthalle sind Touristenmagneten. Auf dem Platz vor dem MACBA tummeln sich zahlreiche Skateboardfahrer. In den historischen Gassen findet man Geschäfte für Vintage-Kleidung, Second-Hand-Plattenläden sowie trendige Bars und Restaurants. Sogar Luxushotels wie das Barceló Raval und das Casa Camper haben sich angesiedelt.
Die Aufwertung des Viertels hatte aber zum Teil auch eine Änderung der Bevölkerungsstruktur zur Folge: Alteingesessene Bewohner und arme Immigranten können sich die hohen Wohnungspreise besonders im Norden des Stadtteils oft nicht mehr leisten und werden in Stadtrandgebiete verdrängt. Im Süden von El Raval (dem Barri Xino) leben aber weiterhin viele ärmere Menschen, überdurchschnittlich oft mit Migrationshintergrund. El Raval gilt deshalb als multikulturellster Stadtteil Barcelonas. Besonders aber hier ist seit 2007 eine starke Veränderung zu registrieren die einhergeht mit dem Immobilienboom der Jahre 2000–2008. Da das Barri Xino direkt an die zentrale und hochpreisige Flaniermeile La Rambla grenzt, interessierten sich seit Anfang 2000 Immobilieninvestoren für den Bezirk.

### Einwohner-Statistik

#### Multikulturalität
In El Raval waren am 1. Januar 2017 nach Angaben der Stadtverwaltung 47.986 Menschen offiziell gemeldet, davon hatten 49,6 % einen Migrationshintergrund. Das ist die mit Abstand höchste Quote für ein Viertel in der gesamten Stadt. Der Durchschnitt für Barcelona liegt bei 17,7 %. In El Raval leben Menschen aus fast 140 Nationen. Die größten Migranten-Gruppen kommen aus Pakistan (10,0 % der Bevölkerung von El Raval), Philippinen (8,4 %), Bangladesch (5,9 %), Italien (3,3 %) und Marokko (2,8 %). Auffällig ist die homogene Bangladeshi-Gemeinde: Von rund 4000 Menschen aus diesem Land, die in Barcelona registriert sind, leben rund 70 % in El Raval. Auch 372 Deutsche sind in El Raval gemeldet (0,8 %).

#### Altersverteilung
Die weitverbreitete Behauptung, El Raval sei einer der jugendlichsten Stadtteile, lässt sich statistisch nicht belegen: 22,9 % der Einwohner waren am 1. Januar 2016 jünger als 25 Jahre – damit liegt das Viertel zwar im oberen Mittelfeld der 73 Barris, aber bei weitem nicht an der Spitze. In Sarrià beträgt der Anteil der jungen Leute beispielsweise 28,4 %, in Les Tres Torres sogar 29,9 %. Durchschnitt für Barcelona: 21,4 %.

#### Einkommen
Das durchschnittliche Haushaltseinkommen in El Raval lag mit Stichtag 1. Januar 2016 bei einem Index-Wert von nur 74,6 (Barcelona gesamt = 100). Als Vergleich: Das touristisch geprägte Barri Gòtic hatte im gleichen Jahr einen Wert von 110,5 – das noble Pedralbes sogar 242,4. Es gibt jedoch deutlich ärmere Viertel als El Raval – fast alle liegen im Verwaltungsdistrikt Nou Barris. Auffällig ist, dass das Haushaltseinkommen in El Raval seit kurzem deutlich ansteigt: Wurden in den Jahren 2008 bis 2014 jeweils nur Index-Werte zwischen 60 und 65 erreicht, erfolgte 2015 ein Sprung auf 75, der auch im Folgejahr knapp gehalten wurde.

## Persönlichkeiten
- Manuel Vázquez Montalbán – Schriftsteller, wurde in der Calle Botella in El Raval geboren. Der Autor und sein bekanntester Romanheld Pepe Carvalho zeigten immer wieder ihre enge Verbundenheit mit El Raval und waren beispielsweise Stammgäste im Restaurant Casa Leopoldo in der Carrer de Sant Rafael.[14]

- Salvador Seguí – bedeutender Vertreter des spanischen/katalanischen Anarchosyndikalismus im frühen 20. Jahrhundert, betrieb in El Raval einen wichtigen Anlaufpunkt für die Anhänger seiner Bewegung, wurde an der Kreuzung Calle de la Cadena / Calle de San Rafael[A 1] in El Raval von Attentätern ermordet.

- Enriqueta Martí i Ripollés – angebliche Serienmörderin, soll vor allem in El Raval zahlreiche Kinder entführt und getötet haben, um aus dem Knochenmark und dem Blut der Opfer eine „Wundermedizin“ herzustellen. Spitzname: Vampirin von Barcelona oder Vampirin von El Raval.

- Peret – Sänger, Gitarrist und Komponist aus der Volksgruppe der Roma, gilt als herausragender Vertreter der Rumba Catalana; verbrachte seine Kindheit in einer Roma-Gemeinde in El Raval und blieb dem Stadtteil zeitlebens verbunden.

- Der in Barcelona geborene deutsch-katalanische Schauspieler Daniel Brühl eröffnete 2011 in Berlin-Kreuzberg ein Restaurant mit dem Namen Bar Raval.

## Bemerkungen
1. ↑  damalige spanische Straßennamen; heutige katalanische Bezeichnungen: Rambla del Raval / Carrer de Sant Rafael. Die Cadena-Straße hieß zu Ehren des Ermordeten vor Beginn der Franco-Diktatur zeitweilig auch Calle Salvador Seguí.